# Blechnum meridense
Blechnum meridense är en kambräkenväxtart som beskrevs av Kl. Blechnum meridense ingår i släktet Blechnum och familjen Blechnaceae. Inga underarter finns listade.